# Лофтус, Эми
Э́ми Ло́фтус (англ. Amy Loftus; 24 ноября, Чикаго, Иллинойс, США) — американская певица, автор песен, гитаристка, клавишница и актриса

.

## Ранние годы и образование
Эми Лофтус родилась и выросла в Чикаго, штат Иллинойс. Лофтус пела наедине в течение всей своей юности и начала писать стихи в возрасте шести лет. В детстве она с жадностью слушала таких музыкантов, как Боб Дилан, Шон Колвин и Джони Митчелл, а также любила мюзиклы Роджерса и Хаммерстайна. Среди других музыкантов, которые оказали влияние на юную Лофтус, Энни Леннокс, Стиви Уандер, Кейт Буш и Питер Габриэль.
В Чикаго она была выпускницей импровизированной действующей группы The Second City. Она также была членом профессиональной танцевальной компании. Она начала также фокусироваться на пении в возрасте 21 года, после того, как она была приглашена на сцену, чтобы спеть «Революцию» Трейси Чэпмен, после того, как певец из группы «Cartoon Gypsies» не смог набрать нужные ноты. Позднее она показала образцы её журналов и поэзии и стала их ведущей певицей с 1994 по 1997 год, за это время вышел их один альбом.
В 1996 году Лофтус получил степень в области живописи и истории искусств в Университете Канзаса, а затем продолжила изучать актёрское мастерство, все это время писала песни.

## Карьера
После окончания университета, Лофтус переехал в Лос-Анджелес, чтобы начать актёрскую карьеру. С 1998 по 2000 год она появилась в мыльной опере «Дни нашей жизни», скетч-комедии «Трейси принимает вызов» на HBO, фильмах «Познакомьтесь с Дороти Дендридж» и «Тринадцатый этаж». Она также стала участницей музыкального дуэта и начала изучать игру на гитаре в 1998 году для совместной записи, но всё ещё «играла едва». В Лос-Анджелесе она занимала ряд неполных рабочих мест, в том числе водителем лимузина музыкального продюсера Джерри Либера. В 1999 году он дал ей совет сосредоточиться на её самом необходимом художественном выходе.
Год спустя, в 2000 году, она переехала в фургон и покинула Лос-Анджелес ради жизни в Нэшвилле, заказав год концертов для музыкального дуэта, в котором она была в то время. По словам Лофтус, дуэт продвигался к традиционной рекордной сделке в Нэшвилле. Однако она почувствовала, что не вносит свой вклад в сеансы совместного написания и что её сольный материал постепенно прекращается на лейбле. В 2001 году, увидев, как Бонни Рэйтт выступала в Jazz Fest в Новом Орлеане, Лофтус была вдохновлена на уволнение своих менеджеров и прекращение рекордной сделки.
К весне 2002 года она активно изучала игру на гитаре и начала записывать собственные демоверсии. Она встретила продюсера Нэшвилла Уилла Кимбро в 2002 году, подружилась с ним и начала работать с ним в музыкальном плане. Он спродюсировал её первые два альбома. В 2003 году она начала давать сольные концерты, гастролировала, чтобы исполнить свой материал, живя в своём фургоне и время от времени давала уроки йоги, чтобы платить своим музыкантам.

## Дискография

### Альбомы
- 2005: Straight to Amy
- 2007: Better
- 2008: Fireworks EP
- 2008: Peas and Carrots EP

### Синглы
- 2010: «Closer I Get»

### Саундтреки
- 2012: Очень опасная штучка («Surrender»)